# Exsudoporus frostii
Exsudoporus frostii, antes chamado Boletus frostii, é um fungo que pertence ao gênero de cogumelos Exsudoporus na ordem Boletales. Encontrado nos Estados Unidos, México e América Central, foi descrito cientificamente pela primeira vez em 1874.